# Lucio Emilio Paolo (console 219 a.C.)
Lucio Emilio Paolo (in latino Lucius Aemilius Paulus; ... – Canne, 2 agosto 216 a.C.) è stato un politico e militare romano, eletto per due volte console e morto nella battaglia di Canne.

## Biografia
Lucio Emilio Paolo, patrizio appartenente all'antica gens Aemilia, nipote di Marco Emilio Paolo, che era stato console nel 302 a.C., fu console per la prima volta nel 219 a.C. con Marco Livio Salinatore. In quell'occasione, insieme al collega, condusse la seconda guerra illirica contro gli Illiri guidati da Demetrio di Faro. I consoli vinsero la guerra, costringendo Demetrio a rifugiarsi presso Filippo V di Macedonia, ed ottennero il trionfo. Subito dopo furono però processati con l'accusa di non aver diviso equamente il bottino. Mentre Marco Livio Salinatore fu condannato, Lucio Emilio Paolo se la cavò a stento.
Verso la fine del 219 a.C. fu inviato come ambasciatore dal Senato romano a Cartagine, dopo la resa di Sagunto, per capire se fosse stato Annibale ad aggredire Sagunto oppure se avesse ricevuto l'ordine dal senato cartaginese. La delegazione era composta da Quinto Fabio, Marco Livio Salinatore, Emilio Paolo, Gaio Licinio Varo e Quinto Bebio Tamfilo.
Fu anche pontefice, ma non si sa da quale anno.
Fu eletto nuovamente console nel 216 a.C., durante la seconda guerra punica, insieme con Gaio Terenzio Varrone. Secondo la tradizione storiografica di Polibio, Varrone, al quale sarebbe spettato il comando il giorno della battaglia, decise di affrontare lo scontro in campo aperto contro Annibale, nonostante il parere contrario di Emilio Paolo. La battaglia di Canne si concluse con una catastrofica disfatta delle legioni romane. Inizialmente posto alla guida della cavalleria sul lato destro dello schieramento romano, fu velocemente sopraffatto dalla superiore cavalleria numida e le sue forze messe in rotta. Ferito, si portò al comando delle forze di fanteria al centro dell'esercito. Lucio Emilio Paolo perse la vita in combattimento, mentre il suo collega Varrone riuscì a trovare scampo. Secondo la tradizione Paolo sarebbe morto eroicamente, rifiutando di fuggire con un cavallo che gli era stato offerto dal tribuno militare Gneo Cornelio Lentulo al quale, invece, Emilio Paolo, gli raccomandò di riferire la notizia della sconfitta a Quinto Fabio Massimo Verrucoso.
Il giorno successivo alla battaglia, Annibale ebbe cura di onorare il console caduto, facendolo cremare su una pira molto alta e pronunciando un elogio in suo onore.
Le interpretazioni storiografiche moderne hanno messo in dubbio il classico racconto polibiano, verosimilmente inficiato dal pregiudizio favorevole dello storico greco nei confronti di Emilio Paolo, progenitore di Publio Cornelio Scipione Emiliano, il grande protettore di Polibio; in realtà è probabile che i due consoli fossero sostanzialmente in accordo sulla volontà di affrontare la battaglia contro Annibale a Canne; è possibile che proprio Emilio Paolo, il console più esperto, avesse assunto effettivamente il comando supremo il giorno della battaglia.